# Политехнически университет Торино
Политехнически университет Торино е техническо-висше училище, едно от най-големите в Италия и Европа.

## История
Политехнически университет Торино The Regio Politecnico di Torino (Royal Turin Polytechnic) или Кралска Торинска Политехника, е основан през 1906 и е наследник на Техническо училище за инженери (Scuola di Applicazione per gli Ingegneri) основан през 1859.

### Техническо училище за инженери
Техническо училище за инженери (Scuola di Applicazione per gli Ingegneri) е основано през 1859 в замъкът Валентино(Castello del Valentino) в Торино. Институтът е създаден, след Casati Act (Актът на Касати) на Италианския индустриален музей (Museo Industriale Italiano) в града.

### Политехнически университет Торино
Нов технологичен комплекс в Corso Duca degli Abruzzi отваря врати през ноември 1958 със съдайствето на Cittadella Politecnica(Торинската политехника)...През 2009 се провежда честване по повод 150-годишнина от създаването на университета.

## Структура

### Кампуси на университета
- Кампус в Торино
- Кампус в Алесандрия
- Кампус в Биела
- Кампус в Мондови
- Кампус във Верчели
- Кампус във Верес

### Департаменти на университета
- Департамент по архитектура и дизайн
- Департамент по контрол и компютърно инженерство
- Департамент по енергетика
- Департамент по електроника и телекомуникации
- Департамент по околна среда, земно и инфраструктурно инженерство
- Департамент по мениджърство и продуктивно инженерство
- Департамент по механизация и въздухоплавателно инженерство
- Департамент по приложна наука и технология
- Департамент по структурнто, геотехническо и строително инженерство
- Департамент по математически науки
- Департамент по регионално и урбанизирано обучение и планиране

## Библиотека
- Архитектурна централна библиотека
- Инженерна централна библиотека
- Чуждоезикова централна библиотека
- Всеки един от департаментите притежава собствена библиотека

## Почетни личности на завършилите института
- Джовани Анели – завършил индустриален инженер, основател на Фиат
- Батиста Пининфарина – завършил архитектура, основател на дизайнерското ателие Пининфарина
- Нучо Бертоне – завършил архитектура, основател на дизайнерското ателие Бертоне
- Джорджето Джуджаро – завършил архитектура, основател на дизайнерското ателие Джуджаро
- Камило Оливети – основател на Оливети
- Паоло Солери – скулптор, архитект, урбанист и писател

## CUS Torino
CUS Torino е многоспортова организация свързана с Политехническия университет в Торино. Провеждат се спортни първенства в няколко възрастови групи. Сред най-известните турнири към организацията са турнир по ръгби, турнир по хокей, турнир по баскетбол и турнир по волейбол. Президент на организацията е Рикардо Д`Еличо.